# Cartulina

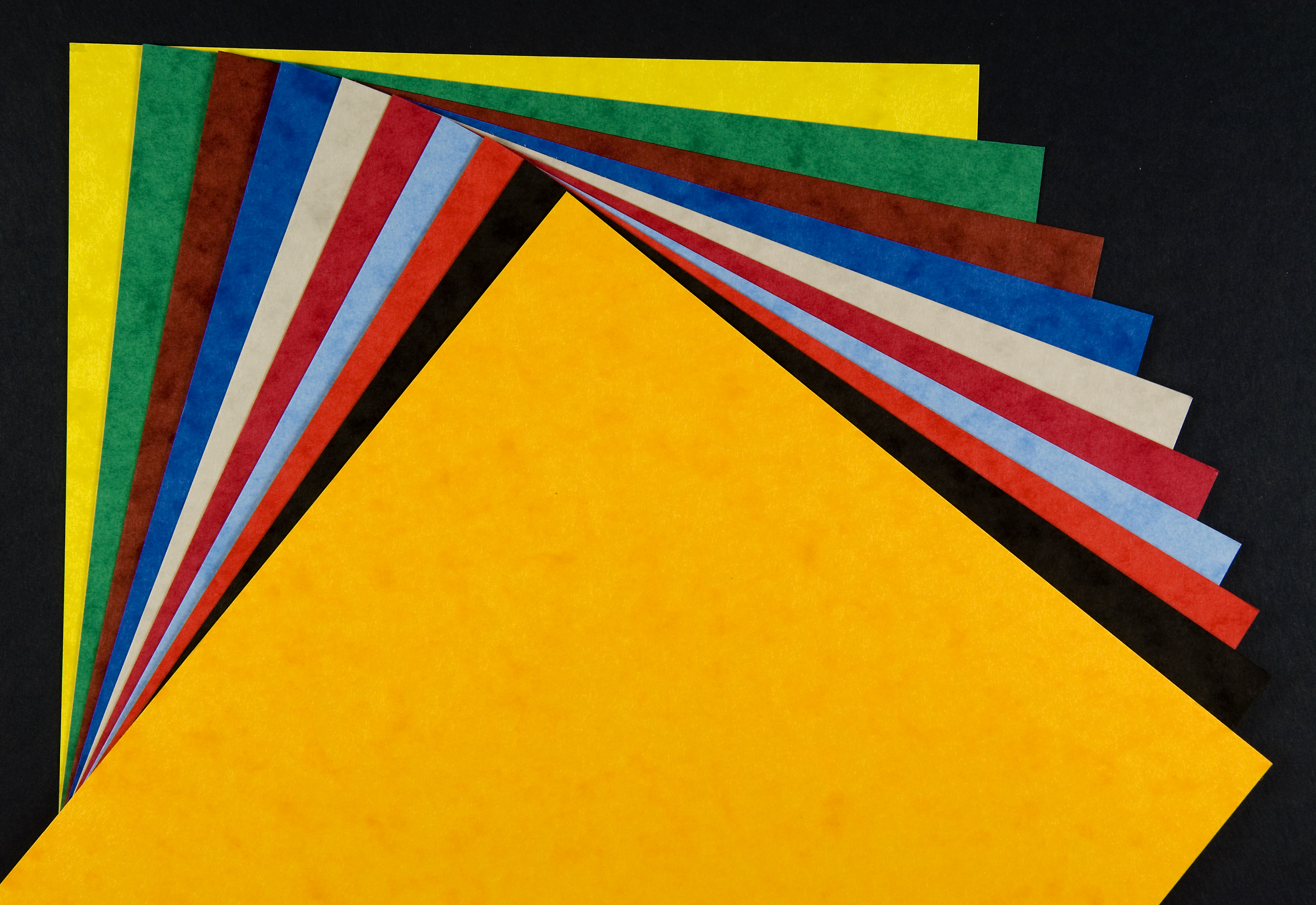
Papeles de cartulina en una amplia variedad de texturas y colores.

La cartulina (también llamada cartón delgado) es un papel que es generalmente más grueso y más resistente que el papel normal de escritura o de impresión, pero más flexible y liviano que otras formas de cartón. 	
El grueso de papel de tarjetas se describe normalmente en gramos por metro cuadrado (gramaje). Su gramaje es normalmente de más de 200 g/m² y se compone de una o más capas de materiales obtenidos de la celulosa cruda o blanqueada, de la pulpa mecánica o del papel reciclado.
La textura es generalmente mate, pero puede ser rugosa, metalizada, o brillante; es normal que una de sus caras quede estucada para poder imprimir.

## Medidas
La mayoría de países describen en términos de gramaje (el peso en gramos de una hoja de papel que mide un metro cuadrado. Otras personas, especialmente en los Estados Unidos, describen el papel en términos de peso en libras (el peso en libras de 500 hojas de papel con un área determinada); para cartulina, es de 432 por 599 mm (17 por 22 pulgadas); para papel de texto (papel más fino, utilizado para escribir y en libros); es de 20 por 38 pulgadas (508 por 965 mm). Al describir el papel, la libra a menudo se simboliza con el símbolo #. Debido a la diferencia en la forma en que se determina el peso en libras de papel y cartulina, una hoja de cartulina 65# es más gruesa y pesada que una hoja de papel 80#.
El peso de la cartulina varía entre 50 # y 110 # (alrededor de 135 a 300 g / m²).
En lugar de ser una función del peso por hoja de un área determinada, el grosor del papel se puede medir y establecer directamente, en unidades de medida lineal. En los Estados Unidos, esto generalmente se expresa en milésimas de pulgada, a menudo abreviado thou points (pt. y pts.) y mils. Por ejemplo, una tarjeta de 10 pt. tiene un grosor de 0,010 pulg. (0,254 mm) (correspondiente a un peso de aproximadamente 250 g/m2) y una de 12 pt. es de 0,012 pulgadas (0,3048 mm). El thou point (1/1000 pulgada) difiere del punto tipográfico (1/12 pica tradicional = exactamente 0.01383 pulgada = 0.35136 mm).
La longitud y el ancho de la cartulina a menudo se indican en términos del sistema ISO de tamaños de papel, en el que las dimensiones específicas están implícitas en números con el prefijo A. La cartulina etiquetada A3, por ejemplo, mide 420 × 297 mm (16,5 × 11,7 pulg.)

## Aplicaciones
La cartulina es de uso frecuente en tarjetería, naipes, cubiertas de catálogo, folletos de propaganda y otras aplicaciones que requieran una durabilidad más alta que el papel regular. También es uno de los materiales más importantes del historietista. De acuerdo a Enrique Lipszyc, cada uno de sus tipos es adecuado para una técnica:

En los papeles de tipo satinado y brillante, el pincel se desliza con mayor facilidad y rapidez que en la cartulina opaca. Las cartulinas más gruesas, es decir, las opacas, son más convenientes en otro sentido. Pueden trabajarse a lápiz, borrarse más fácilmente y con mayor frecuencia. Además permite un detallado estudio a lápiz del dibujo.